# La Esperanza, Chenalhó
La Esperanza är en ort i Mexiko.   Den ligger i kommunen Chenalhó och delstaten Chiapas, i den sydöstra delen av landet, 800 km öster om huvudstaden Mexico City. La Esperanza ligger 1 392 meter över havet och antalet invånare är 344.
Terrängen runt La Esperanza är kuperad åt sydväst, men åt nordost är den bergig. Runt La Esperanza är det ganska tätbefolkat, med 111 invånare per kvadratkilometer. Närmaste större samhälle är Pantelhó, 3,0 km öster om La Esperanza. I omgivningarna runt La Esperanza växer i huvudsak städsegrön lövskog.